# Taresa Tolosa
Taresa Tolosa Bekuma (* 15. Juni 1998) ist ein äthiopischer Leichtathlet, der sich auf den 1500-Meter-Lauf spezialisiert hat. 

## Sportliche Laufbahn
Taresa Tolosa schaffte 2016 seinen nationalen Durchbruch über die 1500 Meter. Im Frühjahr ging er über diese Distanz bei den Afrikameisterschaften in Durban an den Start, bei denen er in seinem ersten internationalen Meisterschaftsrennen, direkt in das Finale einzog und dort in 3:42,23 min den fünften Platz belegte. Anschließend qualifizierte er sich für die U20-Weltmeisterschaften im Polnischen Bydgoszcz, bei denen er mit dem Gewinn der Silbermedaille seinen bislang größten sportlichen Erfolg erzielte. 
2017 siegte er im Mai bei den Nationalmeisterschaften und konnte im August auch bei den Weltmeisterschaften in London an den Start gehen. Zuvor stellte er im Juni seine persönliche Bestzeit von 3:34,47 min auf. Den Vorlauf konnte er dann allerdings nicht beenden und schied somit in der ersten Runde aus. 2018 trat er bei den Afrikameisterschaften im nigerianischen Asaba an, bei denen er in 3:49,48 min den elften Platz belegte. Anschließend verpasste er nach nur einem Wettkampf im Frühjahr die gesamte Saison 2019 und konnte erst 2020 wieder an den Start gehen, ohne dabei bislang an seine bereits gezeigten Leistungen anknüpfen zu können. 

## Wichtige Wettbewerbe
| Jahr                  | Veranstaltung           | Ort                   | Platz                 | Disziplin             | Zeit                  |
| Startet für Äthiopien | Startet für Äthiopien   | Startet für Äthiopien | Startet für Äthiopien | Startet für Äthiopien | Startet für Äthiopien |
| --------------------- | ----------------------- | --------------------- | --------------------- | --------------------- | --------------------- |
| 2016                  | Afrikameisterschaften   | Durban                | 5.                    | 1500 m                | 3:42,23 min           |
| 2016                  | U20-Weltmeisterschaften | Bydgoszcz             | 2.                    | 1500 m                | 3:48,77 min           |
| 2017                  | Weltmeisterschaften     | London                |                       | 1500 m                | DNF                   |
| 2018                  | Afrikameisterschaften   | Asaba                 | 11.                   | 1500 m                | 3:49,48 min           |

## Persönliche Bestleistungen
Freiluft
- 1500 m: 3:34,47 min, 10. Juni 2017, Hengelo

Halle
- 1000 m: 2:22,75 min, 19. Februar 2020, Liévin
- 1500 m: 3:37,41 min, 15. Februar 2018, Toruń